# Arturo Legnazzi
Arturo Legnazzi (fl. XX secolo) è stato un arbitro di calcio argentino.

## Carriera
Nella Primera División 1928 fu impiegato per la prima volta in un campionato di massima serie: diresse, il 12 maggio, la partita tra Argentinos Juniors e Quilmes, alla 30ª giornata. Nel Concurso Estímulo 1929 scese in campo alla 1ª giornata del gruppo "Pari", il 21 luglio, in occasione di Ferro Carril Oeste-Sportivo Buenos Aires. Nella Primera División 1930 il primo incontro da lui diretto fu Atlanta-El Porvenir, il 18 maggio 1930. Prese parte, poi, alla Primera División 1931, la prima edizione professionistica del campionato argentino, organizzata dalla Liga Argentina de Football. In tale competizione debuttò il 13 settembre 1931, al 16º turno, arbitrando Racing Club-Quilmes; al termine del torneo contò 15 presenze.